# Tiro (mitología)
En la mitología griega Tiro (en griego Τυρώ, Tyrṓ) era una hija de Salmoneo, de piel blanca como la leche, que por abolengo pertenecía a los Eólidas. Sófocles escribió dos tragedias a día de hoy perdidas con el nombre de Tiro.